# Rune Hallberg (radioman)
Rune Harry Hallberg, född 13 juni 1934 i Göteborgs domkyrkoförsamling, död 15 april 2008 i Malmö S:t Petri församling, var en svensk radioman.

## Radio
Rune Hallberg började 1956 på Grammofonarkivet på Sveriges Radio. Han kom under 1960-talet att leda och senare producera radioprogram med i huvudsak populärmusik som tema. Spisarparty, Opopoppa och Yesterday är program som han varit ansvarig för. Tillsammans med Staffan Olander gjorde han Beatlestimmen under 1980-talet.
Hallberg är gravsatt i minneslunden på Gamla kyrkogården i Malmö.